# Gert Dörfel
Gert Dörfel (Amburgo, 18 settembre 1939) è un ex calciatore tedesco, di ruolo attaccante.

## Biografia
Anche suo padre Friedo e suo fratello Bernd sono stati calciatori.

## Carriera

### Club
Giocò per quasi tutta la carriera con l'Amburgo, dove giocò spesso accanto ad Uwe Seeler e vinse il campionato tedesco nel 1959-1960 e la Coppa di Germania nel 1962-1963.

### Nazionale
Tra il 1960 ed il 1964 ha messo a segno complessivamente 7 reti in 11 presenze con la maglia della nazionale tedesca occidentale.

## Palmarès

### Club

#### Competizioni nazionali
- Campionato tedesco: 1

Amburgo: 1959-1960
- Coppa di Germania: 1

Amburgo: 1962-1963

#### Competizioni internazionali
- Coppa Piano Karl Rappan: 1

Amburgo: 1970